# Entoloma subg. Omphaliopsis
Entoloma subg. Omphaliopsis ist eine Untergattung aus der Gattung der Rötlinge, die in die beiden Sektionen Insolita und Omphaliopsis gegliedert ist. Aufgrund der oftmals mittig vertieften Hüte werden die Arten der Gattung auch als Nabel-Rötlinge bezeichnet.
Die Typusart ist der Langstielige Nabel-Rötling (Entoloma incarnatofuscescens).

## Merkmale
Die nabelingsartigen Fruchtkörper haben einen braunen oder grauen, meist leicht hygrophanen Hut. Der Stiel zeigt manchmal einen Blauton. Cheilozystiden, sofern vorhanden, sind einfach keulig und nicht viel länger als die jungen Basidien. Die Hutdeckschicht ist eine Cutis mit Übergängen zu einem Trichoderm aus bis zu 30 µm breiten Hyphen. Das Pigment ist intrazellulär, manchmal sind die Hyphen in den tieferen Schichten der Huthaut auch fein inkrustiert. Die Septen tragen meist Schnallen.

## Systematik

### SektionInsolita
Der Arten der Sektion Insolita haben einen braunen oder grauen Hut und häufig einen blaugetönten Stiel. Cheilozystiden fehlen. Schnallenverbindungen kommen nur selten vor.
- Mediterraner Nabel-Rötling – Entoloma cettoi Noordeloos, Hausknecht & Zuccherelli 1994
- Häublings-Zärtling – Entoloma galericolor Courtecuisse 1993
- Pleurozystiden-Nabel-Rötling – Entoloma insolitum Noordeloos 1987
- Entoloma moliniophilum Walleyn & Noordeloos 2002

### SektionOmphaliopsis
Die Charakteristika der Sektion Omphaliopsis entsprechen der Sekt. Insolita. Falls Zystiden an den Lamellenschneiden vorkommen, sind sie keulig und haben dieselbe Größe wie die Basidien.
- Entoloma amygdalinum Noordeloos 1987
- Nabelings-Zärtling – Entoloma brunneostanneum Courtecuisse 1993
- Entoloma hausknechtii Noordeloos 2004
- Langstieliger Nabel-Rötling – Entoloma incarnatofuscescens (Britzelmayr 1891) Noordeloos 1985
  - Entoloma incarnatofuscescens var. cystidiatum Noordeloos & Hausknecht 1998
- Eschen-Rötling – Entoloma parkense (Fries 1851) Noordeloos 1979 (beschrieben als parkensis)
- Starknitröser Rötling – Entoloma pernitrosum (P.D. Orton 1960) Trimbach 1981
- Entoloma violaceoparkense Noordeloos & Trichies 2004 (beschrieben als violaceoparkensis)